# Russell Wilson
Russell Carrington Wilson (Cincinnati, 29 de novembro de 1988) é um jogador profissional de futebol americano que atua na posição de quarterback pelo New York Giants na National Football League (NFL). Ele foi draftado pelo Seattle Seahawks, em 2012, time que defendeu por quase uma década, vencendo um Super Bowl.

## Carreira

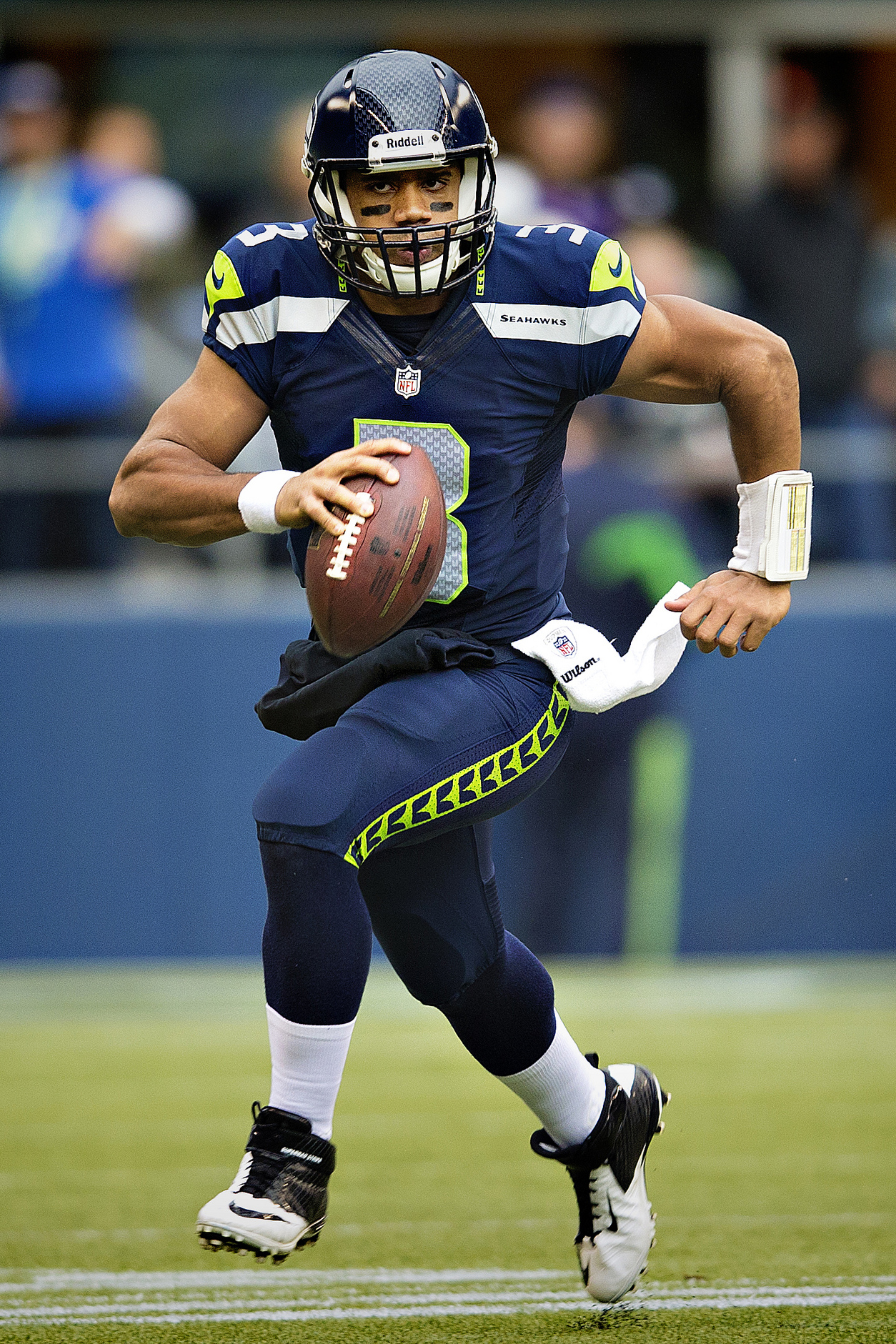
Russell Wilson em novembro de 2012.

Quando se formou no colegial, ele chegou a ser draftado pelo time de beisebol Baltimore Orioles em 2007, mas preferiu ir para a faculdade. Estudou inicialmente na Universidade Estadual da Carolina do Norte, onde se formou em 2010 com uma graduação em comunicação. Por lá jogou tanto futebol americano quanto beisebol. Em 2011, transferiu os estudos para a Universidade de Wisconsin e levou o time de futebol americano da faculdade a várias vitórias e ainda foi para o Rose Bowl de 2012, mas perdeu o jogo. Wilson foi nomeado o Quarterback do Ano na conferência Big Ten e ainda recebeu as honras de All-America pelo site Yahoo! Sports.
Seguindo carreira no futebol americano profissional, Wilson foi selecionado pelo Seattle Seahawks na terceira rodada do draft da NFL. Em 7 de maio de 2012, ele assinou um contrato de quatro anos por US$2,99 milhões de dólares com o time, e foi nomeado quarterback titular do time em 26 de agosto do mesmo ano. Em 2012, Russell liderou o Seahawks até a semi-finais de conferência nos playoffs e foi votado para o Prêmio de Novato do Ano. Em 2013, ele levou seu time ao Super Bowl XLVIII. Esta foi a primeira aparição da equipe de Seattle nas finais desde 2005. Na decisão, Wilson e o Seahawks levaram a melhor por 43 a 8 em cima do Denver Broncos. Russell lançou para 206 jardas e dois touchdowns na decisão. O jogador levaria sua equipe a final do campeonato novamente no ano seguinte, mas eles não conseguiram repetir o feito da temporada anterior e acabaram perdendo o título para o New England Patriots.
Em 2016 e 2017, foi nomeado entre os 25 melhores jogadores da atualidade da NFL, lançando para mais touchdowns neste período do que qualquer outro quarterback. Em 2018, ele foi nomeado para o seu sexto Pro Bowl após lançar para 35 touchdowns, a segunda melhor marca de sua carreira. Em abril de 2019, Russell Wilson assinou uma extensão contratual com o Seahawks, de quatro anos, totalizando US$ 140 milhões de dólares (sendo US$ 35 milhões por ano). Esse contrato fez dele o jogador mais bem pago da história da NFL até aquele momento.
Em 16 de março de 2022, os Seahawks trocaram Wilson e uma escolha de quarta rodada do draft para o Denver Broncos em troca de duas escolhas de primeira rodada, duas de segunda rodada, uma de quinta rodada, o quarterback Drew Lock, o defensive lineman Shelby Harris e o tight end Noah Fant. Colegas de equipe afirmaram que a troca era inevitável, com Wilson "abandonando" a equipe no meio da temporada. A liderança dos Seahawks afirmou que a troca foi iniciada por Wilson, já que ele não tinha aprovado a demissão do técnico de linha ofensiva Mike Solari e do coordenador ofensivo com Brian Schottenheimer. Wilson negou isso, afirmando que a decisão da troca foi mútua.
Em 1 de setembro 2022, Wilson assinou uma extensão contratual de US$ 245 milhões de dólares com os Broncos. Nas duas temporadas seguintes, a performance de Russell Wilson ficou muito abaixo do esperado. Ao final de 2023, após choques com o treinador Sean Payton e a liderança dos Broncos sobre as dinâmicas do seu contrato, Wilson foi colocado no banco. Em 4 de março de 2024, foi divulgado que os Broncos estariam dispensando Wilson do time.
Em 15 de março de 2024, Wilson assinou um contrato de um ano com o Pittsburgh Steelers recebendo o salário mínimo de veterano (US$ 1,2 milhões). Sua performance com os Steelers não surpreendeu. Em 26 de janeiro de 2025, ele assinou com o New York Giants um contrato de dez milhões de dólares de um ano.

## Estatísticas na NFL
| Legenda | Legenda                |
| ------- | ---------------------- |
|         | Vencedor do Super Bowl |

### Temporada regular
| Temporada | Time                | Jogos   | Passando | Passando | Passando | Passando | Passando | Passando | Passando | Passando | Correndo | Correndo | Correndo | Correndo | Fumbles | Fumbles  |
| Temporada | Time                | Titular | Comp     | Ten      | Pct%     | Jardas   | Média    | TD       | Int      | Rating   | Ten      | Jardas   | Média    | TD       | FUM     | Perdidos |
| --------- | ------------------- | ------- | -------- | -------- | -------- | -------- | -------- | -------- | -------- | -------- | -------- | -------- | -------- | -------- | ------- | -------- |
| 2012      | Seattle Seahawks    | 16      | 252      | 393      | 64,1%    | 3 118    | 7,9      | 26       | 10       | 100,0    | 94       | 489      | 5,2      | 4        | 6       | 3        |
| 2013      | Seattle Seahawks    | 16      | 257      | 407      | 63,1%    | 3 357    | 8,2      | 26       | 9        | 101,2    | 96       | 539      | 5,6      | 1        | 10      | 5        |
| 2014      | Seattle Seahawks    | 16      | 285      | 393      | 63,1%    | 3 475    | 7,7      | 20       | 7        | 95,0     | 118      | 849      | 7,2      | 6        | 11      | 0        |
| 2015      | Seattle Seahawks    | 16      | 329      | 483      | 68,1%    | 4 024    | 8,3      | 34       | 8        | 110,1    | 103      | 553      | 5,4      | 1        | 7       | 3        |
| 2016      | Seattle Seahawks    | 16      | 353      | 546      | 64,1%    | 4 219    | 7,7      | 21       | 11       | 92,6     | 72       | 259      | 3,6      | 1        | 8       | 2        |
| 2017      | Seattle Seahawks    | 16      | 339      | 553      | 61,3%    | 3 983    | 7,2      | 34       | 11       | 95,4     | 95       | 586      | 6,2      | 3        | 14      | 3        |
| 2018      | Seattle Seahawks    | 16      | 280      | 427      | 65,6%    | 3 448    | 8,1      | 35       | 7        | 110,9    | 67       | 376      | 5,6      | 0        | 10      | 2        |
| 2019      | Seattle Seahawks    | 16      | 341      | 516      | 66,1%    | 4 110    | 8,0      | 31       | 5        | 106,3    | 75       | 342      | 4,6      | 3        | 8       | 2        |
| 2020      | Seattle Seahawks    | 16      | 384      | 558      | 68,8%    | 4 212    | 7,5      | 40       | 13       | 105,1    | 83       | 513      | 6,2      | 2        | 7       | 4        |
| 2021      | Seattle Seahawks    | 14      | 259      | 400      | 64,8%    | 3 113    | 7,8      | 25       | 6        | 103,1    | 43       | 183      | 4,3      | 2        | 6       | 1        |
| 2022      | Denver Broncos      | 15      | 292      | 483      | 60,5%    | 3 524    | 7,3      | 16       | 11       | 84,4     | 55       | 277      | 5,0      | 3        | 6       | 2        |
| 2023      | Denver Broncos      | 15      | 297      | 447      | 66,4%    | 3 070    | 6,9      | 26       | 8        | 98,0     | 80       | 341      | 4,3      | 3        | 10      | 5        |
| 2024      | Pittsburgh Steelers | 11      | 214      | 336      | 63,7%    | 2 482    | 7,4      | 16       | 5        | 95,8     | 43       | 155      | 3,6      | 4        | 5       | 4        |
|           | Total               | 199     | 3 882    | 6 001    | 64,7%    | 46 135   | 7,7      | 350      | 111      | 99,8     | 1 024    | 5 462    | 5,3      | 31       | 108     | 36       |

### Pós-temporada
| Temporada | Time             | Jogos   | Passando | Passando | Passando | Passando | Passando | Passando | Passando | Passando | Correndo | Correndo | Correndo | Correndo | Fumbles | Fumbles  |
| Temporada | Time             | Titular | Comp     | Ten      | Pct%     | Jardas   | Média    | TD       | Int      | Rating   | Ten      | Jardas   | Média    | TD       | FUM     | Perdidos |
| --------- | ---------------- | ------- | -------- | -------- | -------- | -------- | -------- | -------- | -------- | -------- | -------- | -------- | -------- | -------- | ------- | -------- |
| 2012      | Seattle Seahawks | 2       | 39       | 62       | 62,9%    | 572      | 9,2      | 3        | 1        | 102,4    | 15       | 127      | 8,5      | 1        | 1       | 1        |
| 2013      | Seattle Seahawks | 3       | 43       | 68       | 63,2%    | 524      | 7,7      | 3        | 0        | 101,6    | 11       | 42       | 3,8      | 0        | 2       | 1        |
| 2014      | Seattle Seahawks | 3       | 41       | 72       | 53,9%    | 724      | 10,1     | 6        | 5        | 90,3     | 17       | 86       | 5,1      | 1        | 2       | 0        |
| 2015      | Seattle Seahawks | 2       | 44       | 74       | 59,5%    | 506      | 6,8      | 4        | 3        | 72,2     | 8        | 53       | 6,6      | 0        | 1       | 0        |
| 2016      | Seattle Seahawks | 2       | 40       | 60       | 66,7%    | 449      | 7,5      | 4        | 2        | 97,2     | 9        | 46       | 5,1      | 0        | 0       | 0        |
| 2018      | Seattle Seahawks | 1       | 18       | 27       | 66,7%    | 233      | 8,6      | 1        | 0        | 105,9    | 3        | 14       | 4,7      | 1        | 0       | 0        |
| 2019      | Seattle Seahawks | 2       | 39       | 61       | 63,9%    | 602      | 9,9      | 2        | 0        | 107,4    | 16       | 109      | 6,8      | 0        | 1       | 0        |
| 2020      | Seattle Seahawks | 1       | 11       | 27       | 40,7%    | 174      | 6,4      | 2        | 1        | 72,1     | 4        | 50       | 12,5     | 0        | 0       | 0        |
|           | Total            | 16      | 275      | 451      | 61%      | 3 786    | 8,4      | 25       | 12       | 95,3     | 83       | 527      | 6,3      | 3        | 7       | 2        |

## Vida pessoal
Russell Wilson é cristão praticante. Wilson se tornou cristão aos 14 anos, quando viu Jesus em um sonho.
Wilson foi casado com Ashton Meem, sua namorada dos tempos de escola de 2012 a 2014. Em 2016, ele se casou com a cantora de R&B Ciara. Eles três filhos juntos: Sienna Princess Wilson, nascida em abril de 2017, um menino nascido em julho de 2020 e uma outra menina nascida em dezembro de 2023.